# Вокнаволок
Вокна́волок (рос. Вокнаволок, карел. Vuokkiniemi) — старовинне село в складі Костомукшського міського округу Республіки Карелія.

## Загальні відомості
Знаходиться на південно-західному березі озера Верхнє Куйто, за 59 км на північ по автодорозі від міста Костомукша.
Село віднесене до пам'яток історії та культури, що знаходяться на території Костомукшського міського округу, історичне поселення. 
Вокнаволок - перший населений пункт з боку Костомукші на кордоні з Біломорською Карелією з переважаючим карельським населенням: понад 90% населення села складають карели.
Відома як одна з руноспівочих сіл, пов'язаних з ім'ям Еліаса Леннрота, який записав тут основну частину рун, і з іменами відомих карельських руноспівців Перттуненом. У 1991 році в селі встановлено пам'ятник руноспівцю Мійхкалі Перттунену (скульптор Алпо Сайло).
У 1997 році в селі збудовано дерев'яну церкву Іллі Пророка.
На північний захід від села знаходиться державний національний парк «Калевальський» - особливо охоронна природна територія, резерват старовинних соснових лісів.

## Населення
Населення - 401 осіб (2020 рік).

## Фото

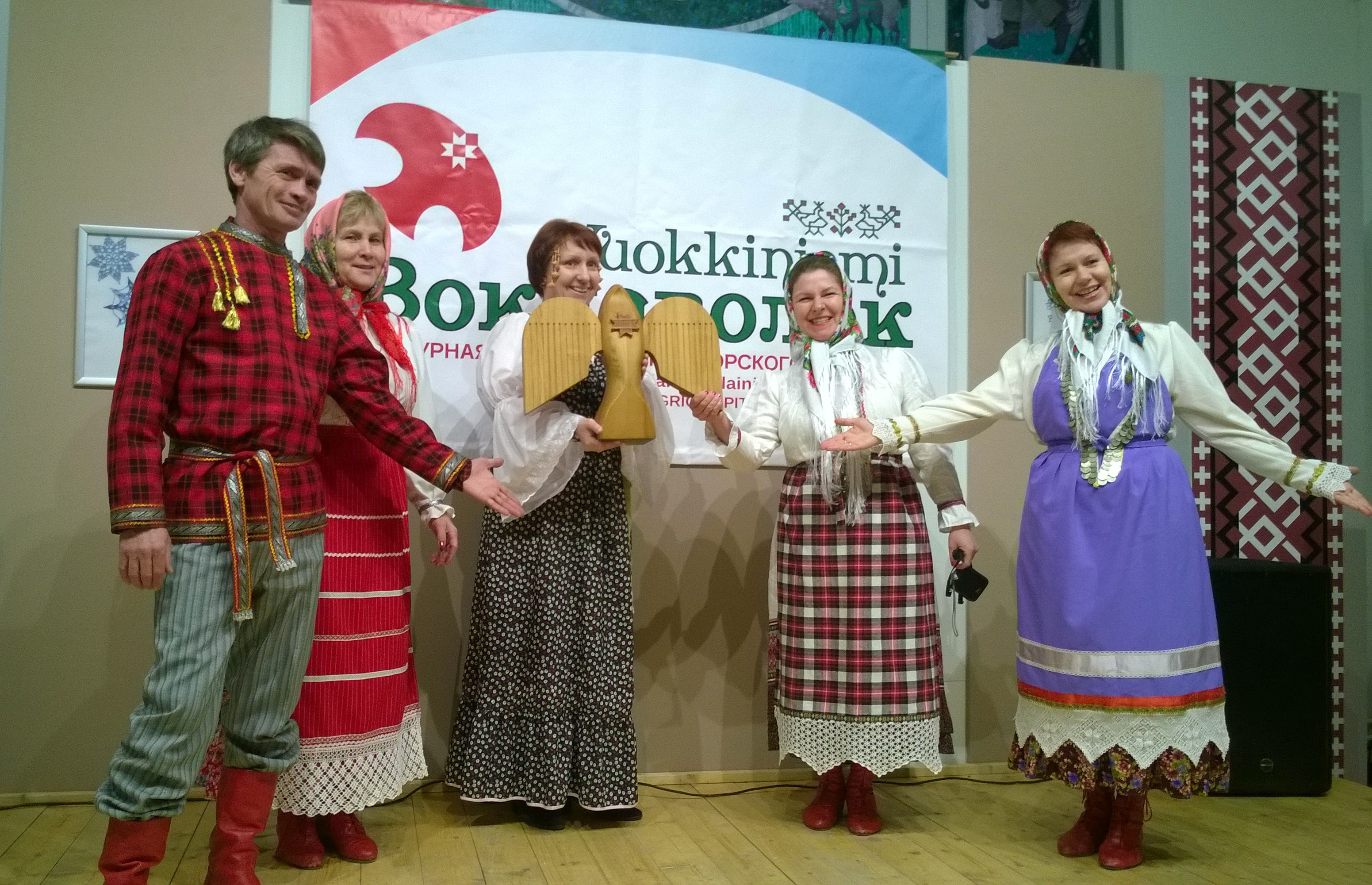
Делегація з села Старі Биги.
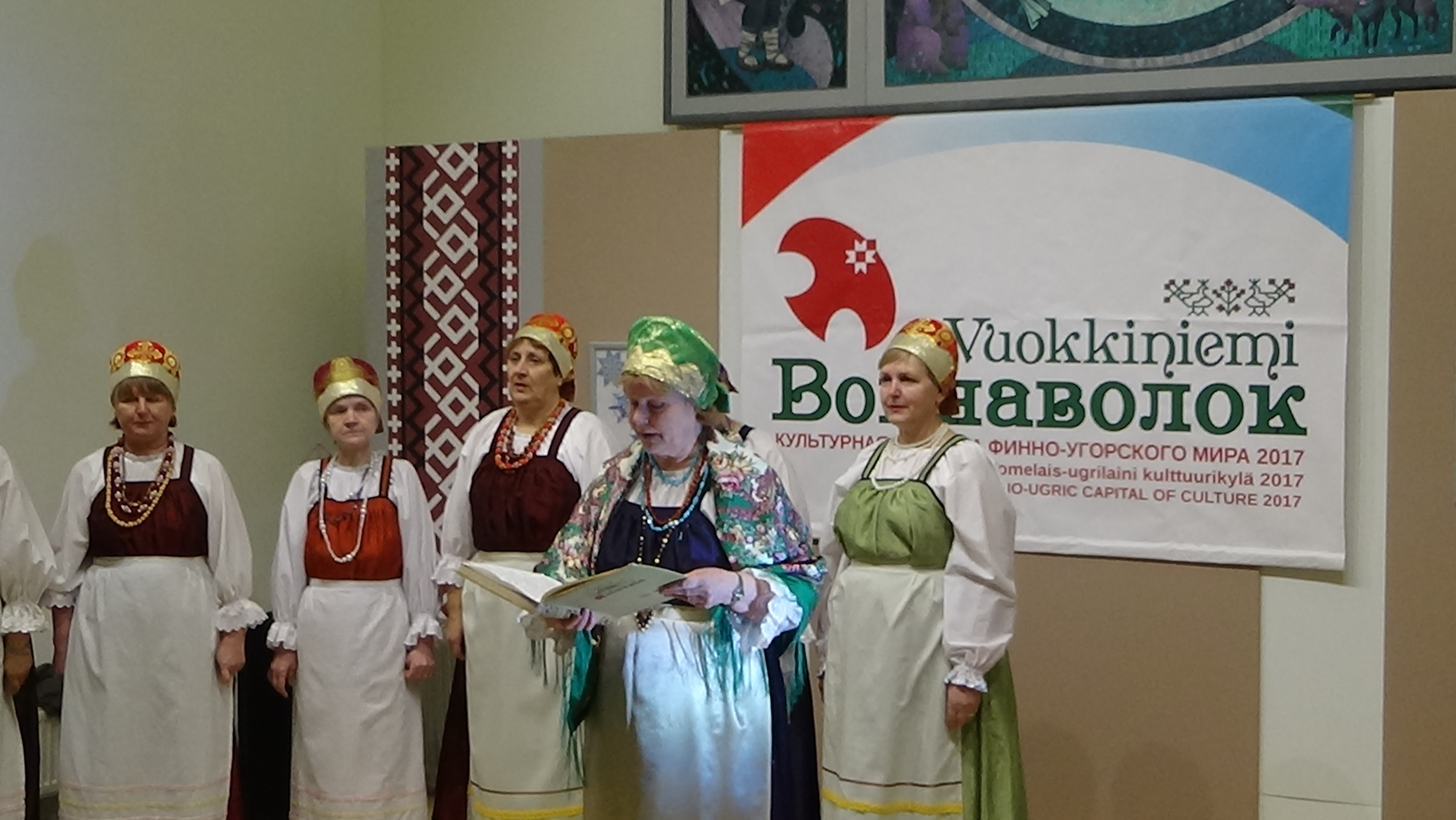
Фолк-гурт «Катая». 7 січня 2017 р.
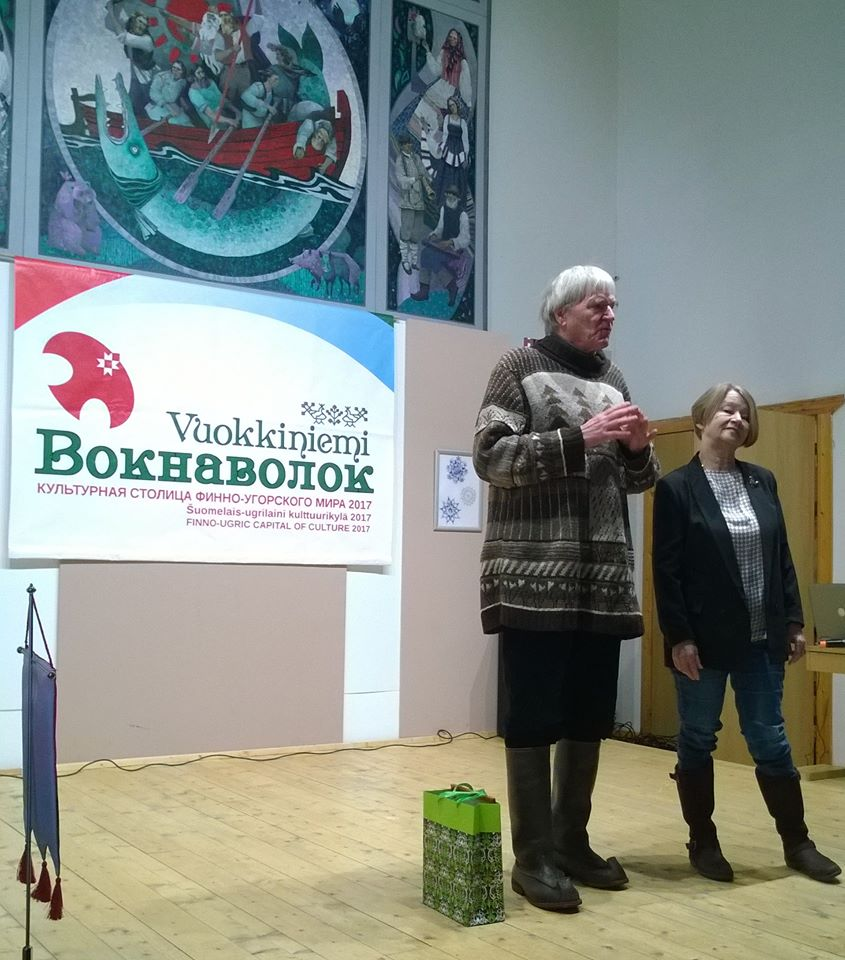
Маркку Ниеминен (Markku Nieminen), фонд ім. Юмінкеко, Кухмо (Фінляндія), на церемонії відкриття програми «Вуоккініємі (Вокнаволок) — Культурна столиця фінно-угорського світу 2017»
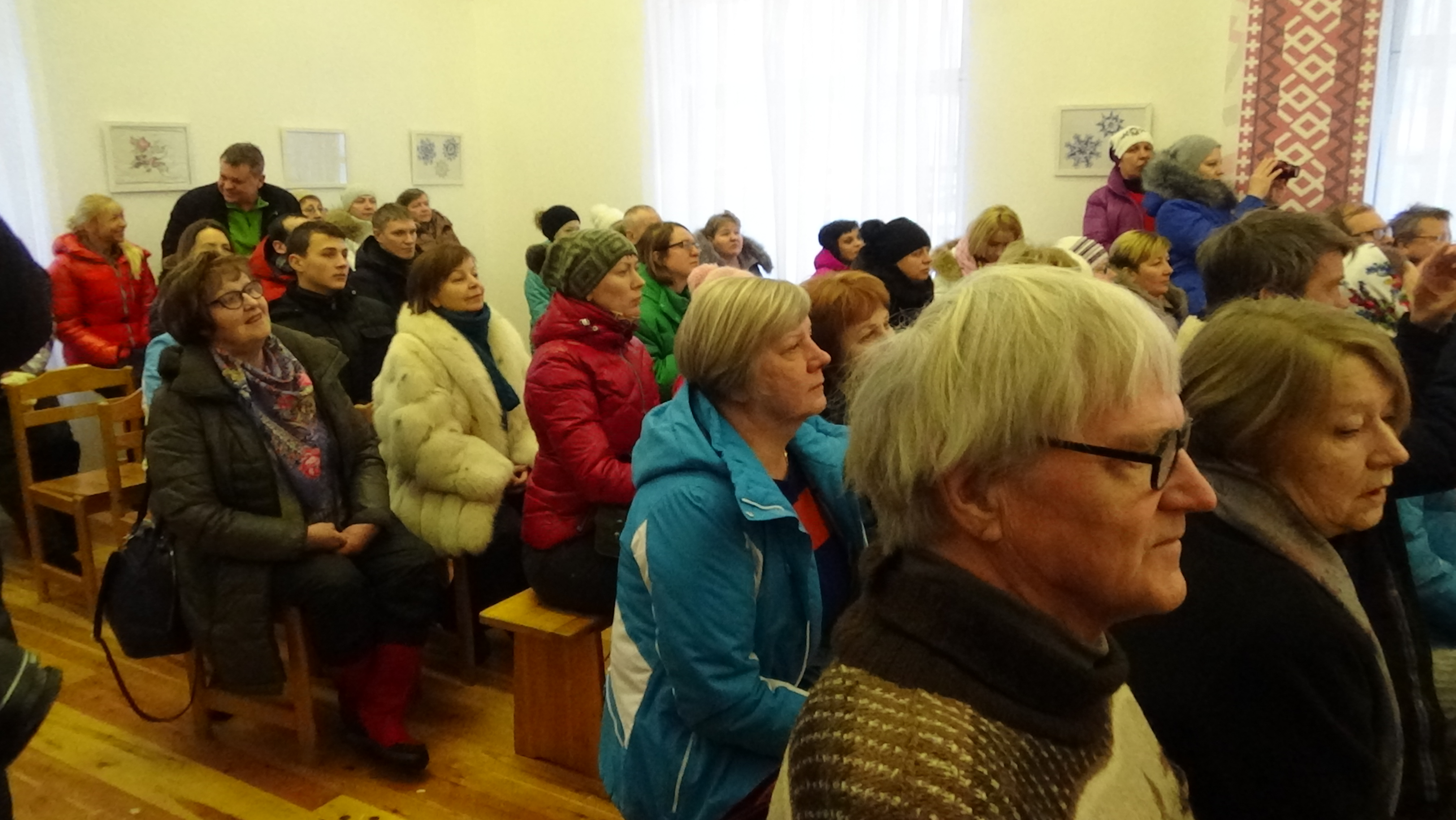
Гості вечора на церемонії відкриття програми «Вуоккініємі (Вокнаволок) - Культурна столиця фіно-угорського світу 2017»
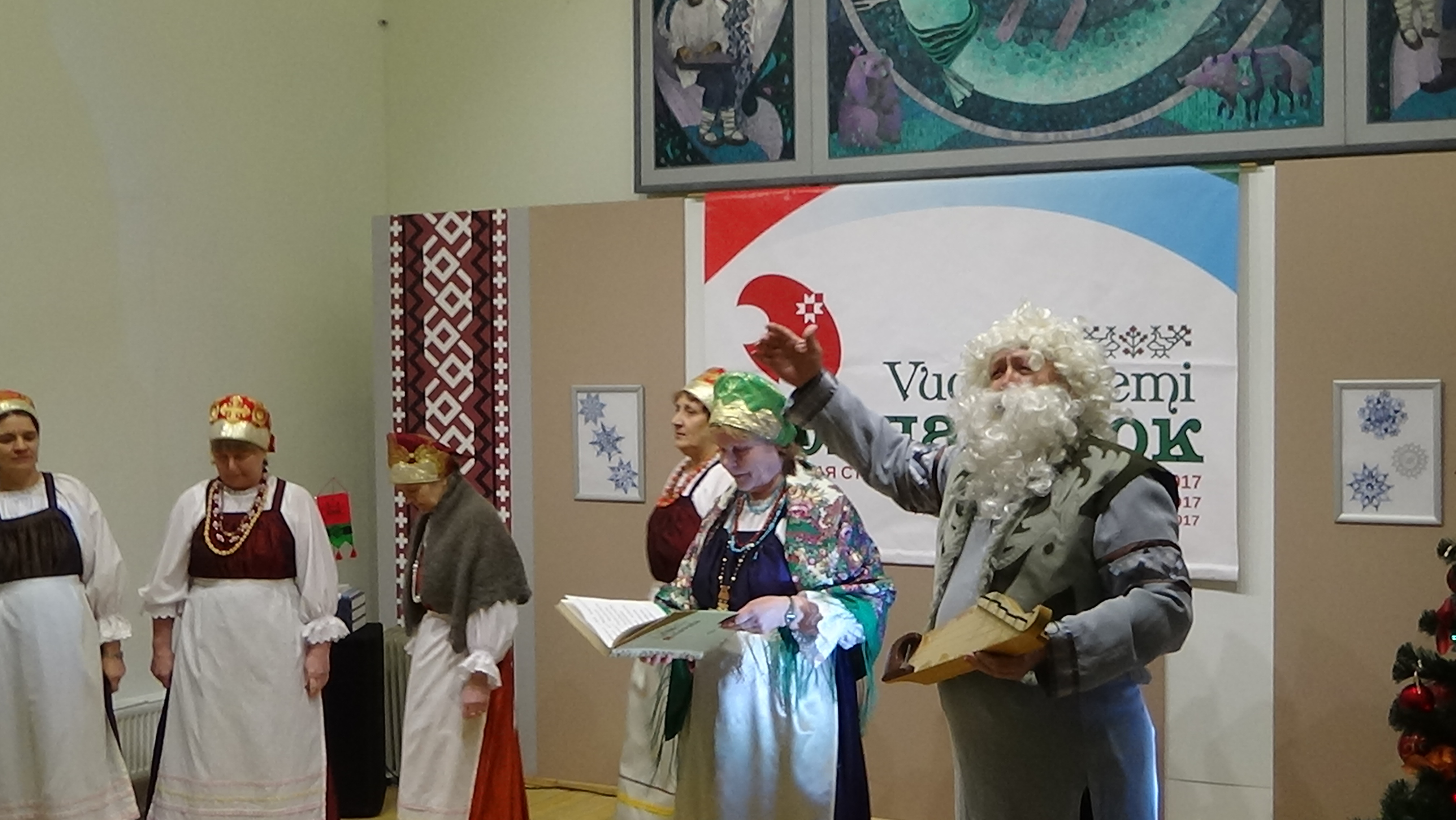
Вяйнямйойнен зустрічає гостей (7.01.2017)
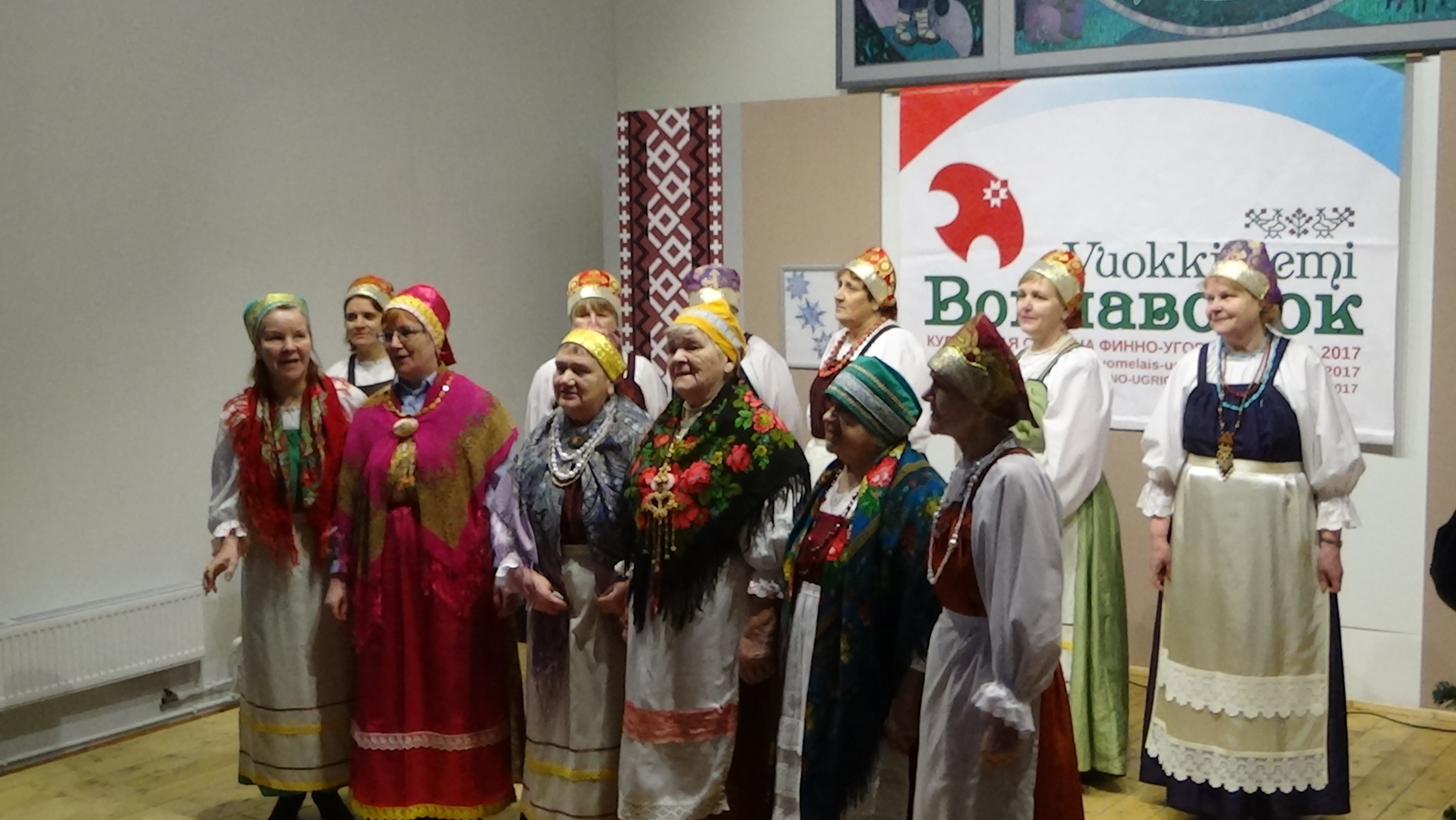
Фолк-гурти «Катая» і «Мартат»
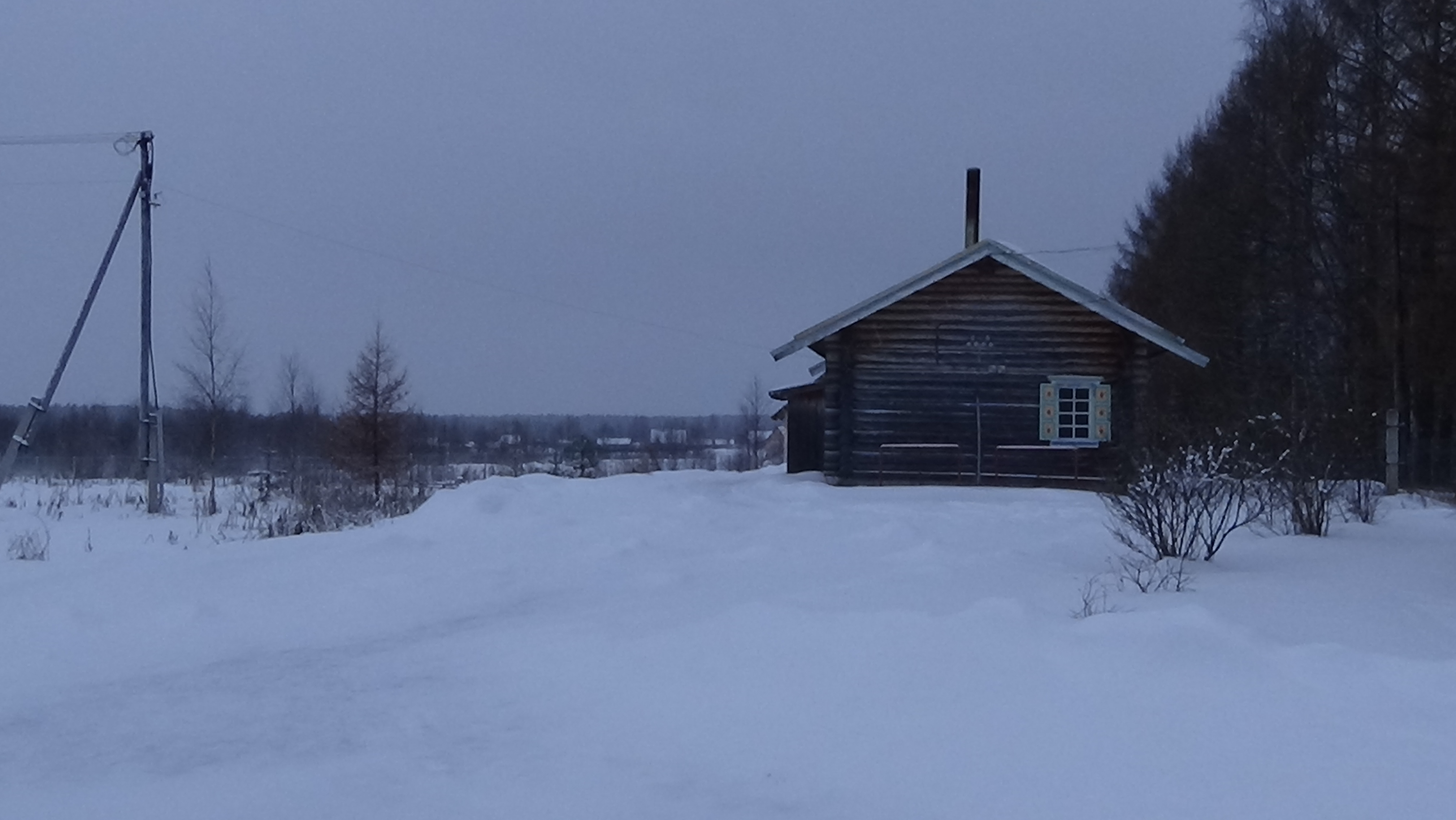
Вид села
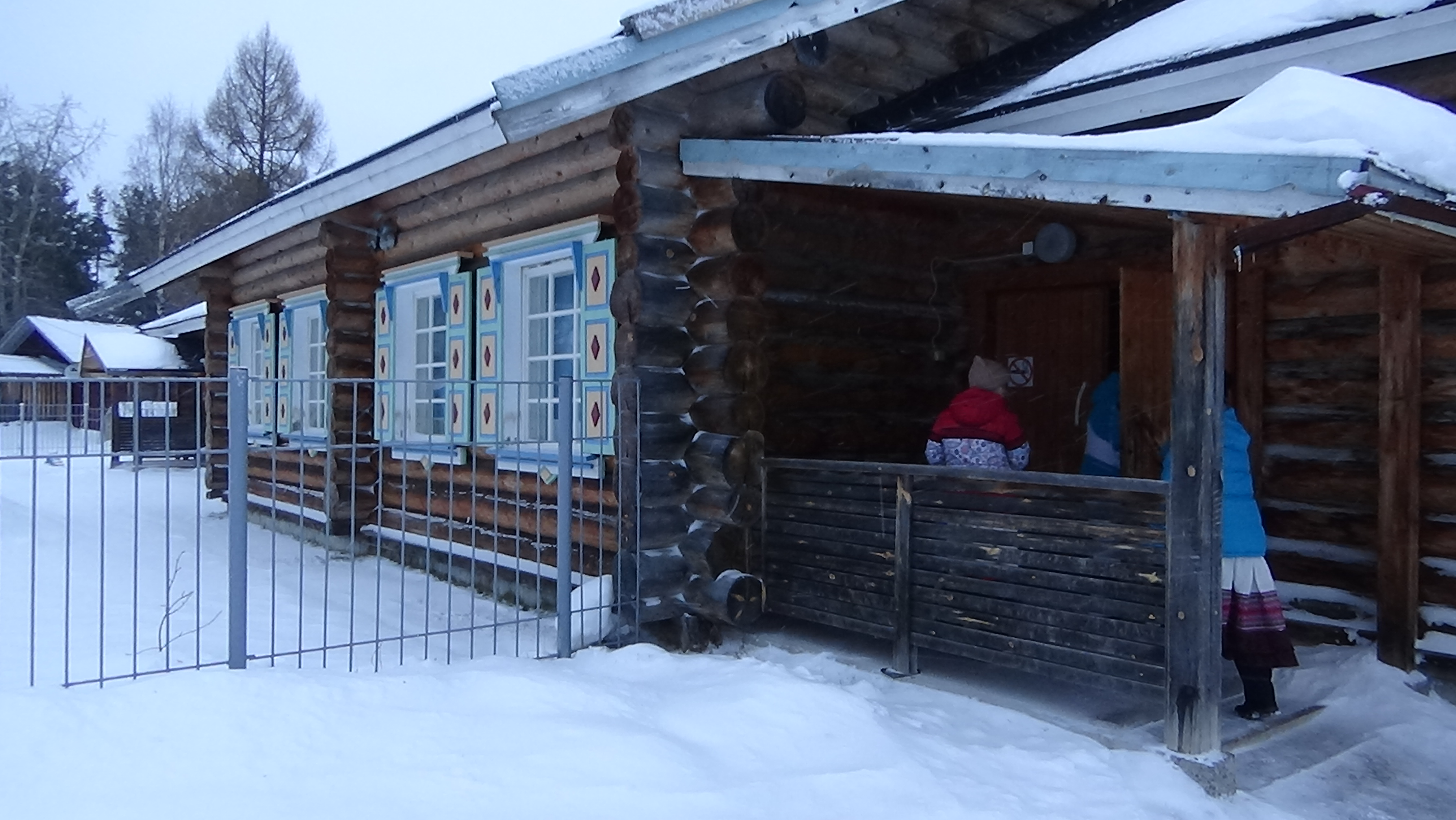
Вхід до школи
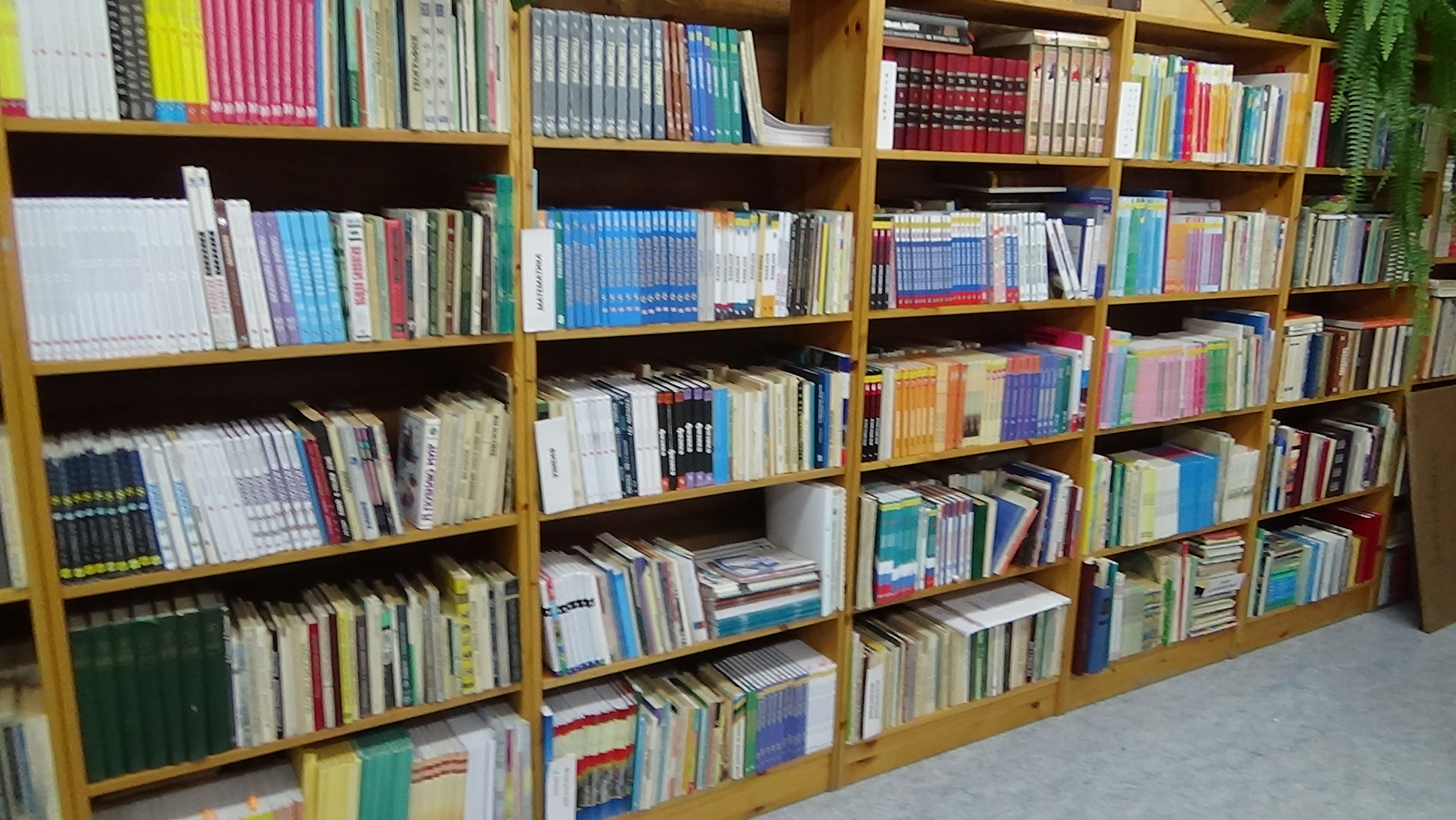
Шкільна бібліотека
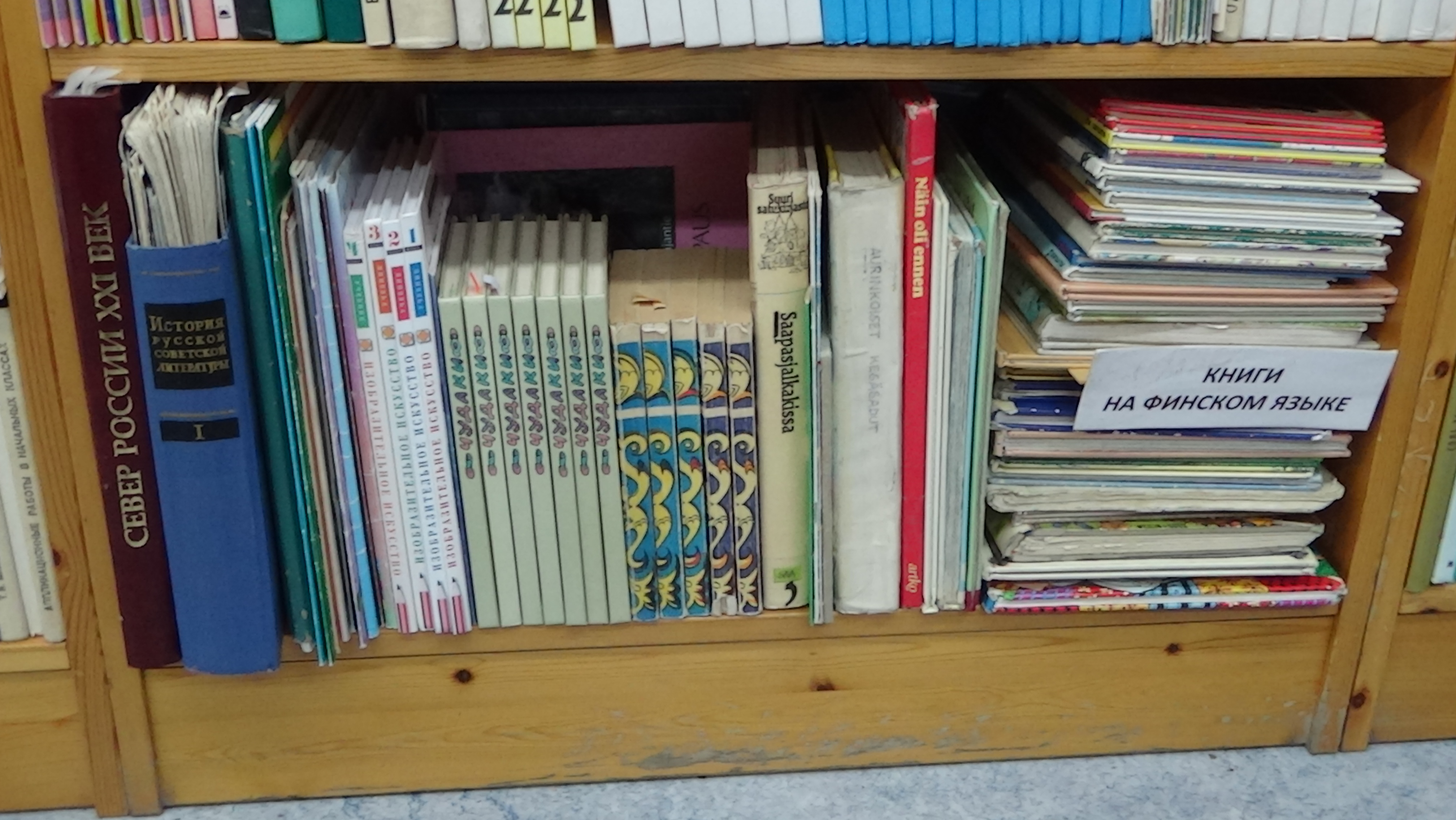
Книги фінською мовою в шкільній бібліотеці
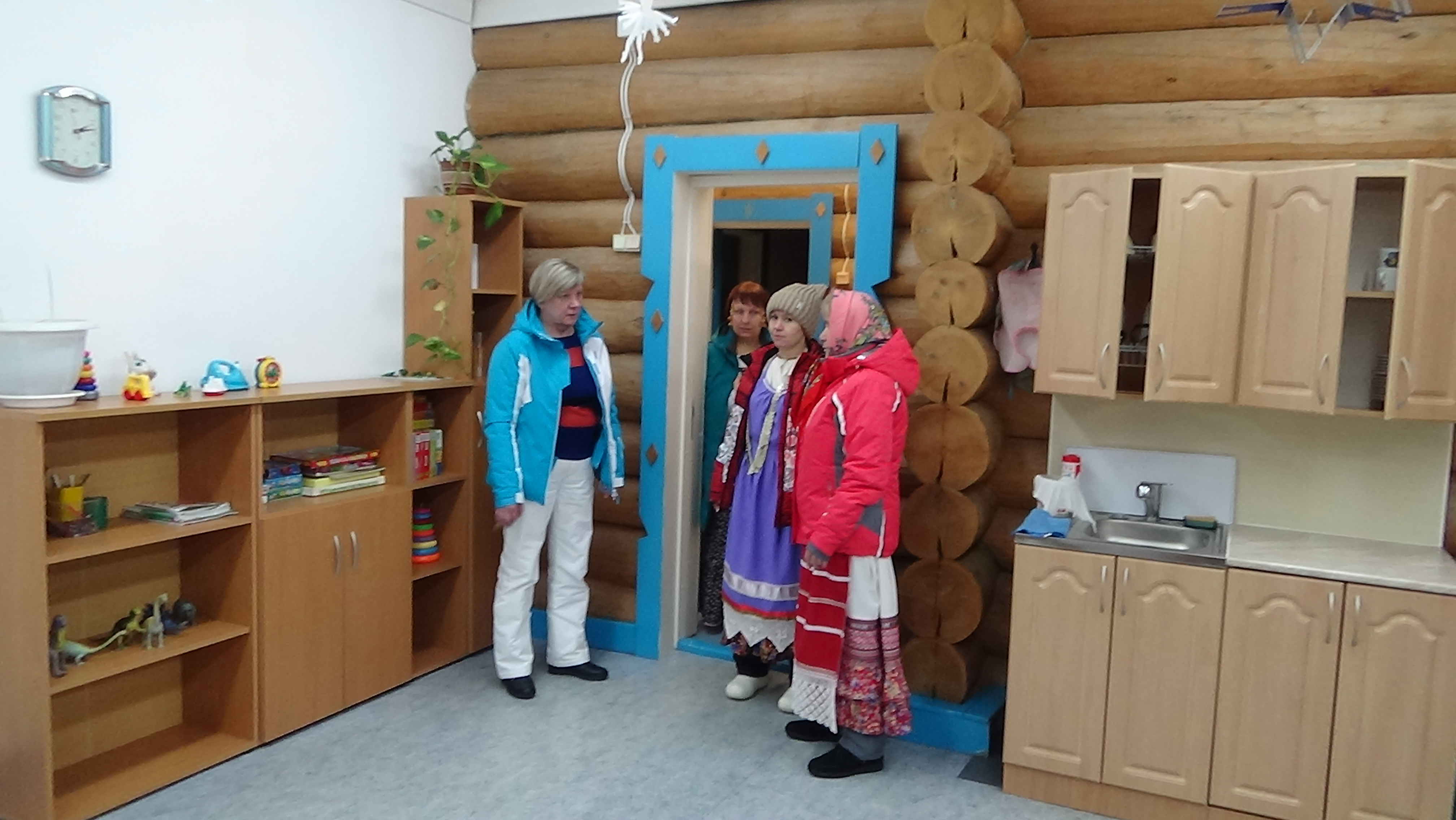
Гостям показують школу
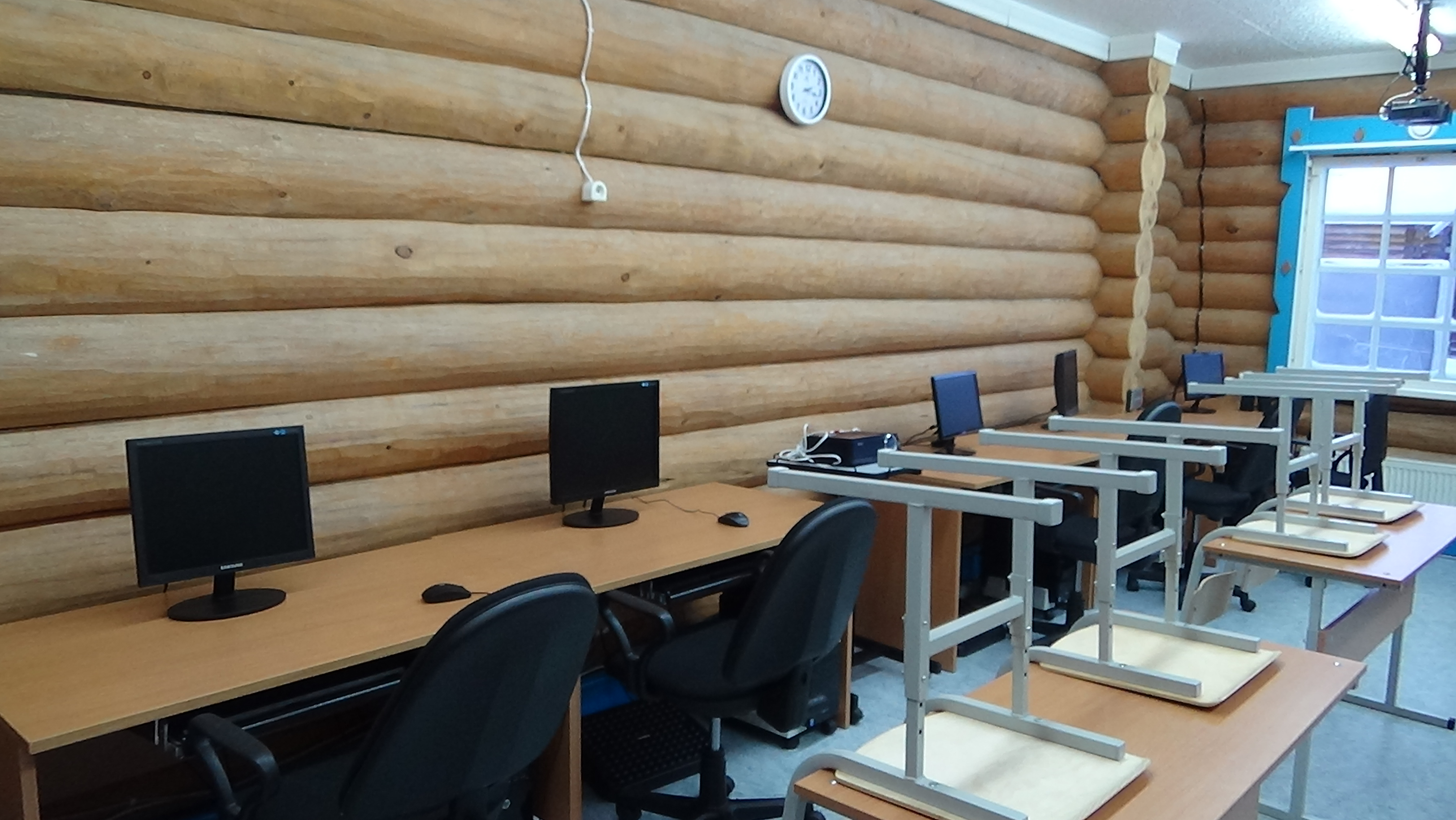
Комп'ютерний клас
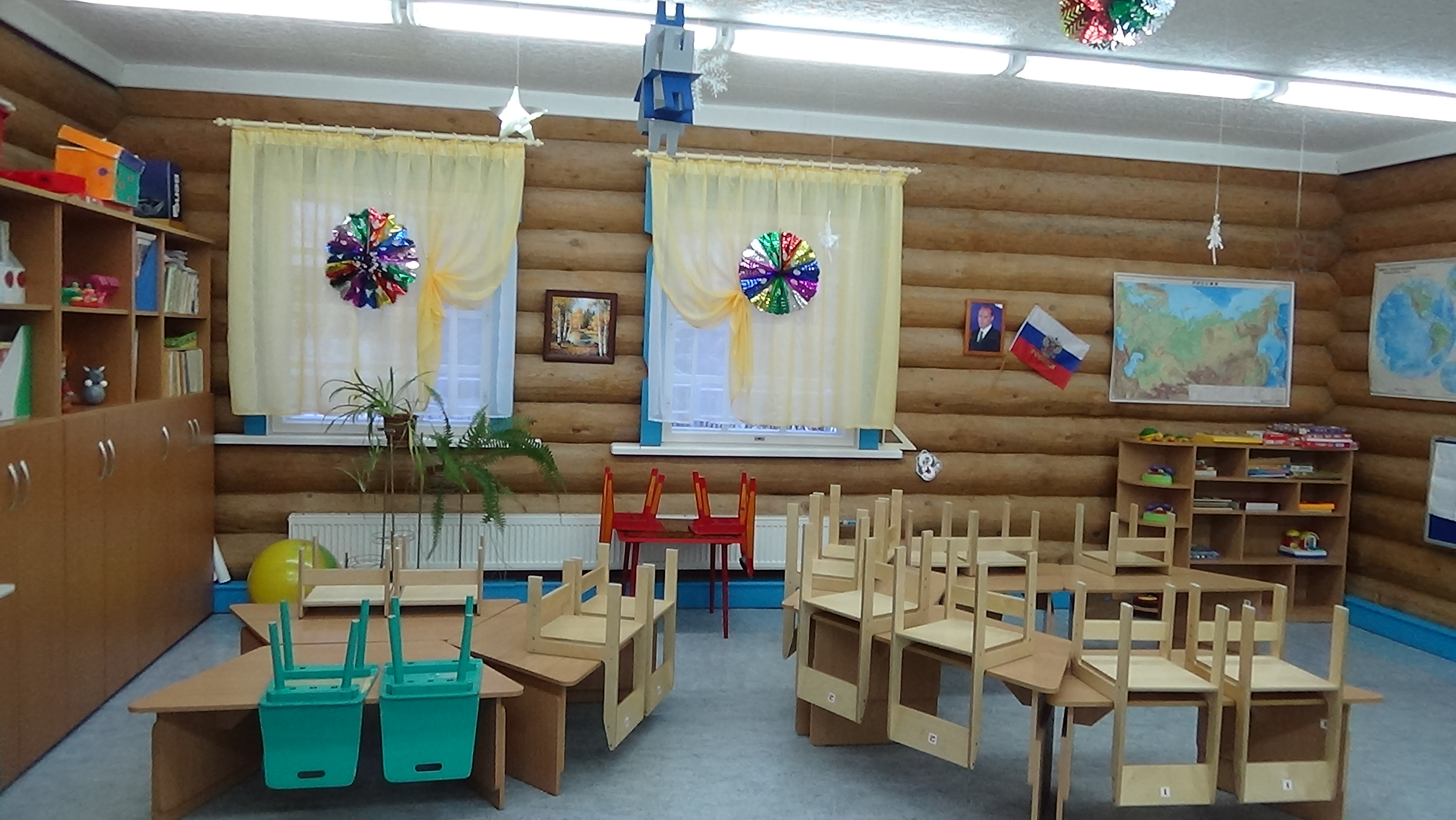
Дитячий клас в селі Вокнаволок.
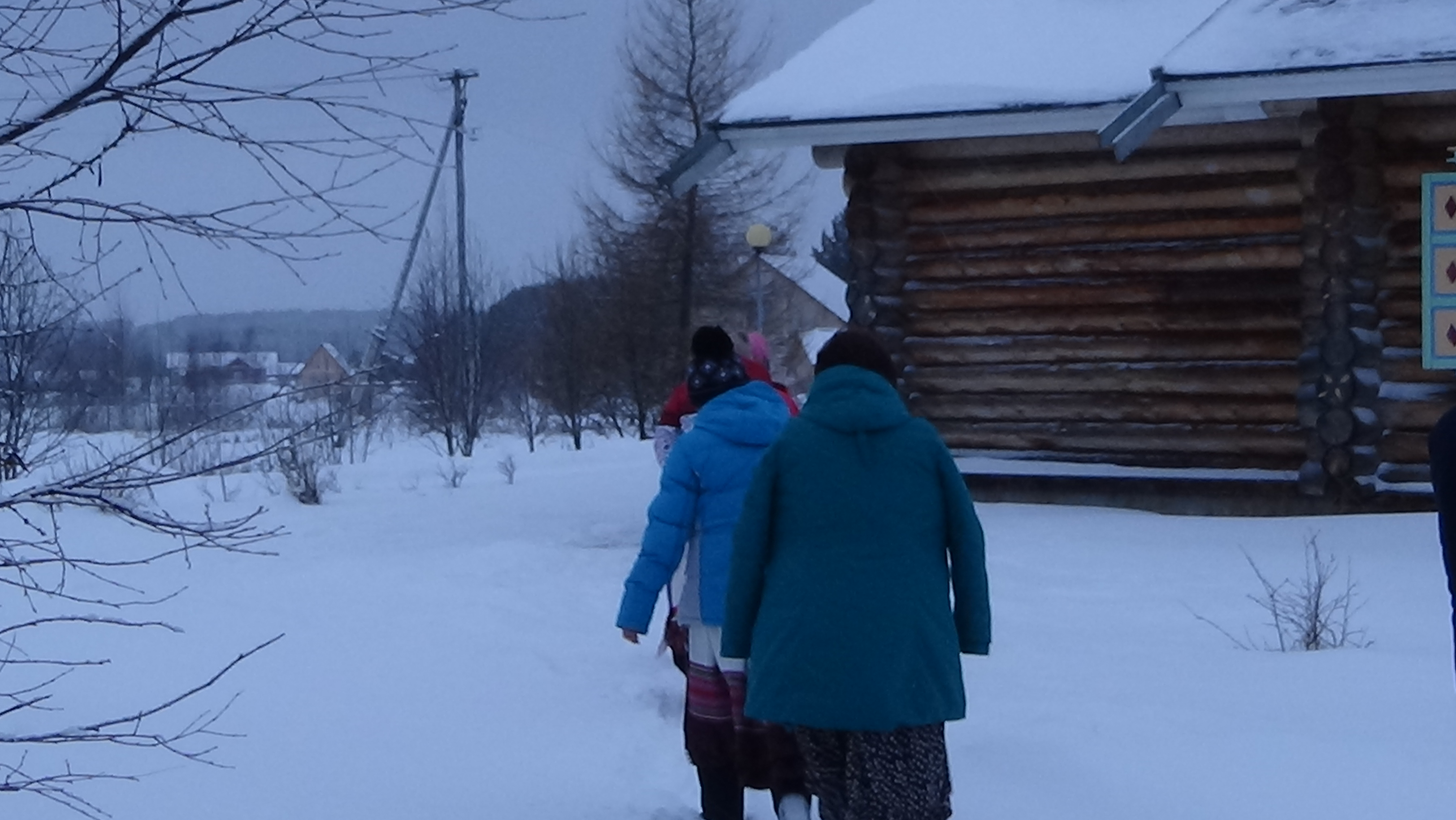
Школа.
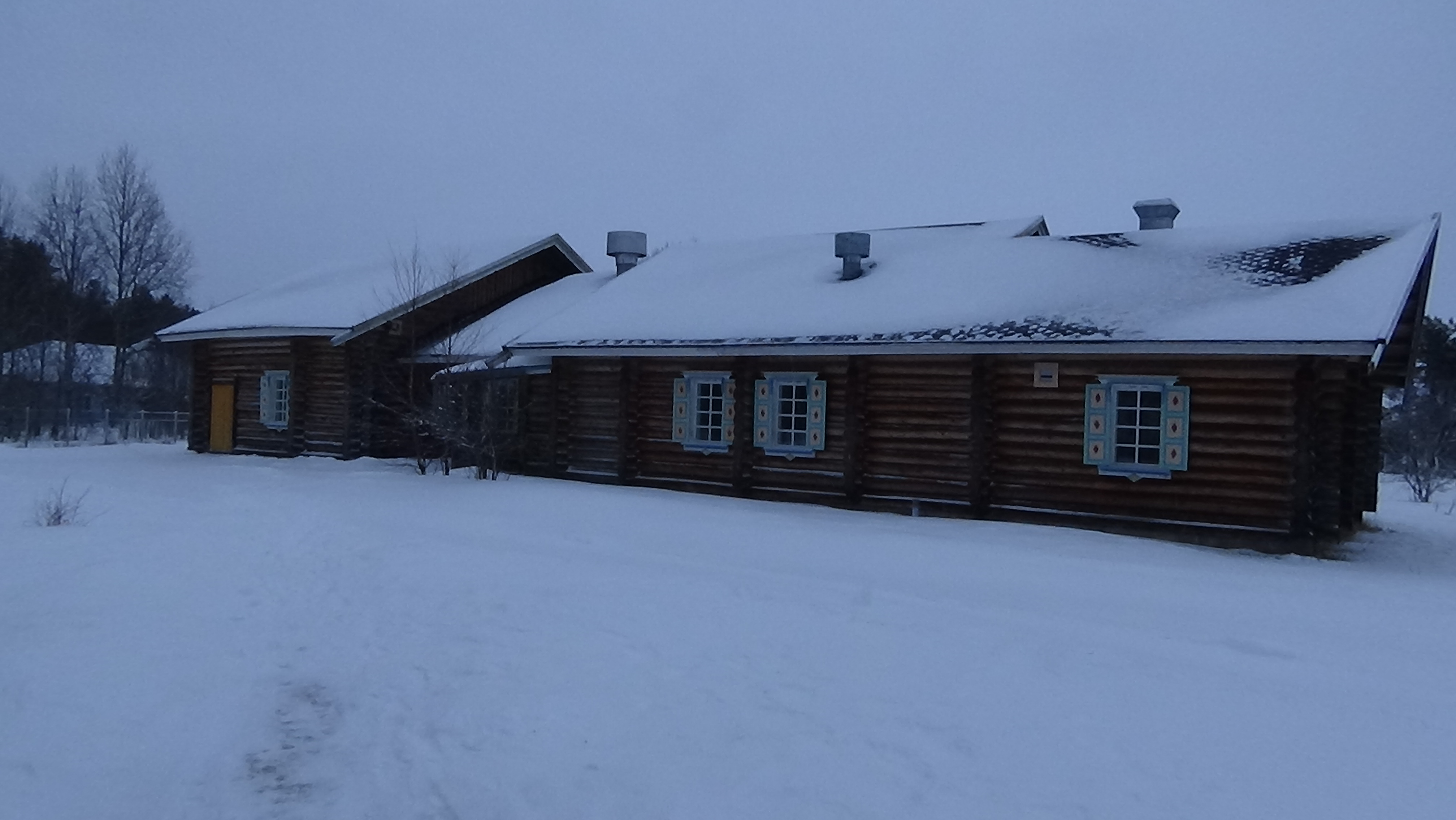
Школа.
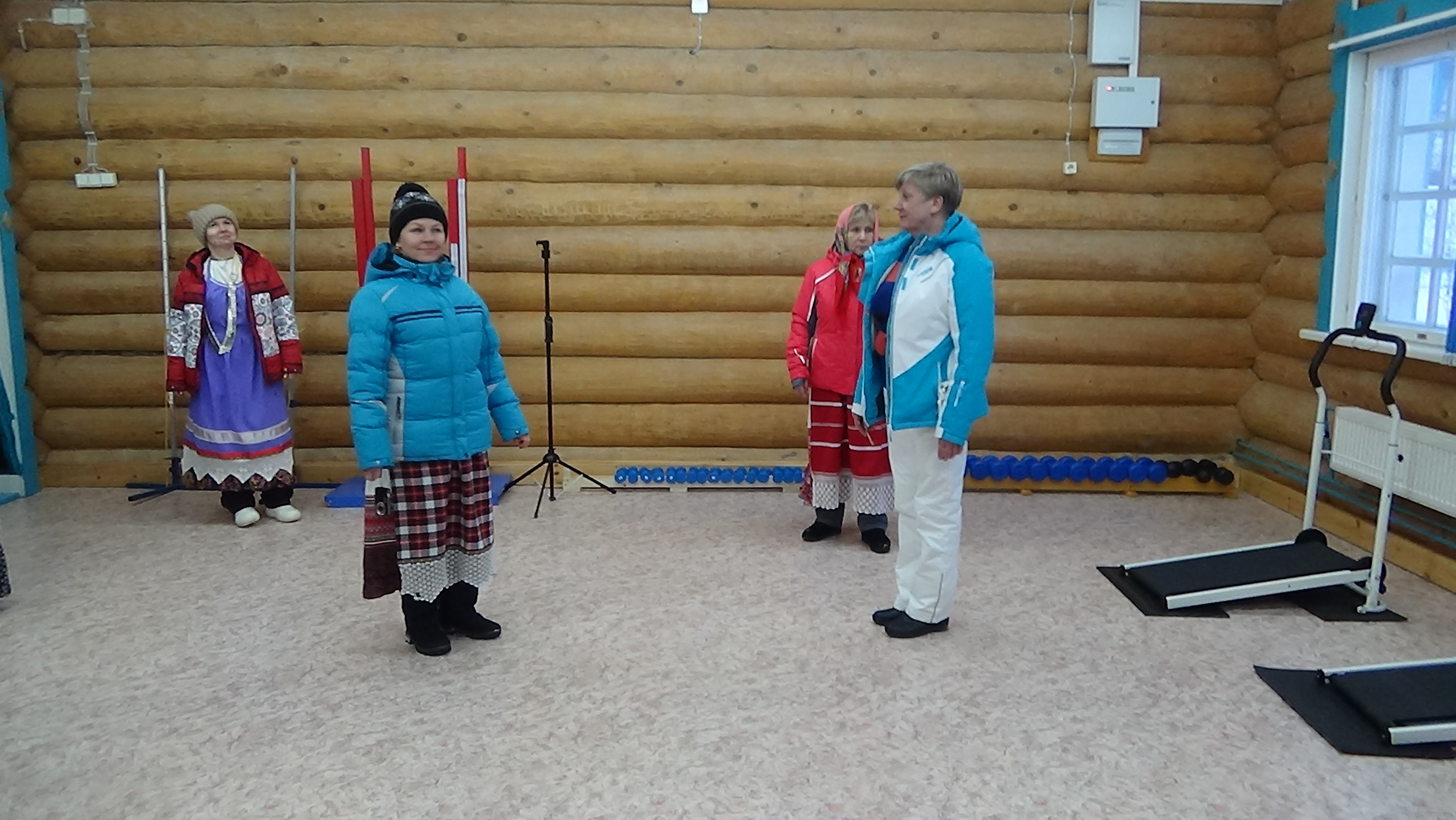
Гостям показують школу.
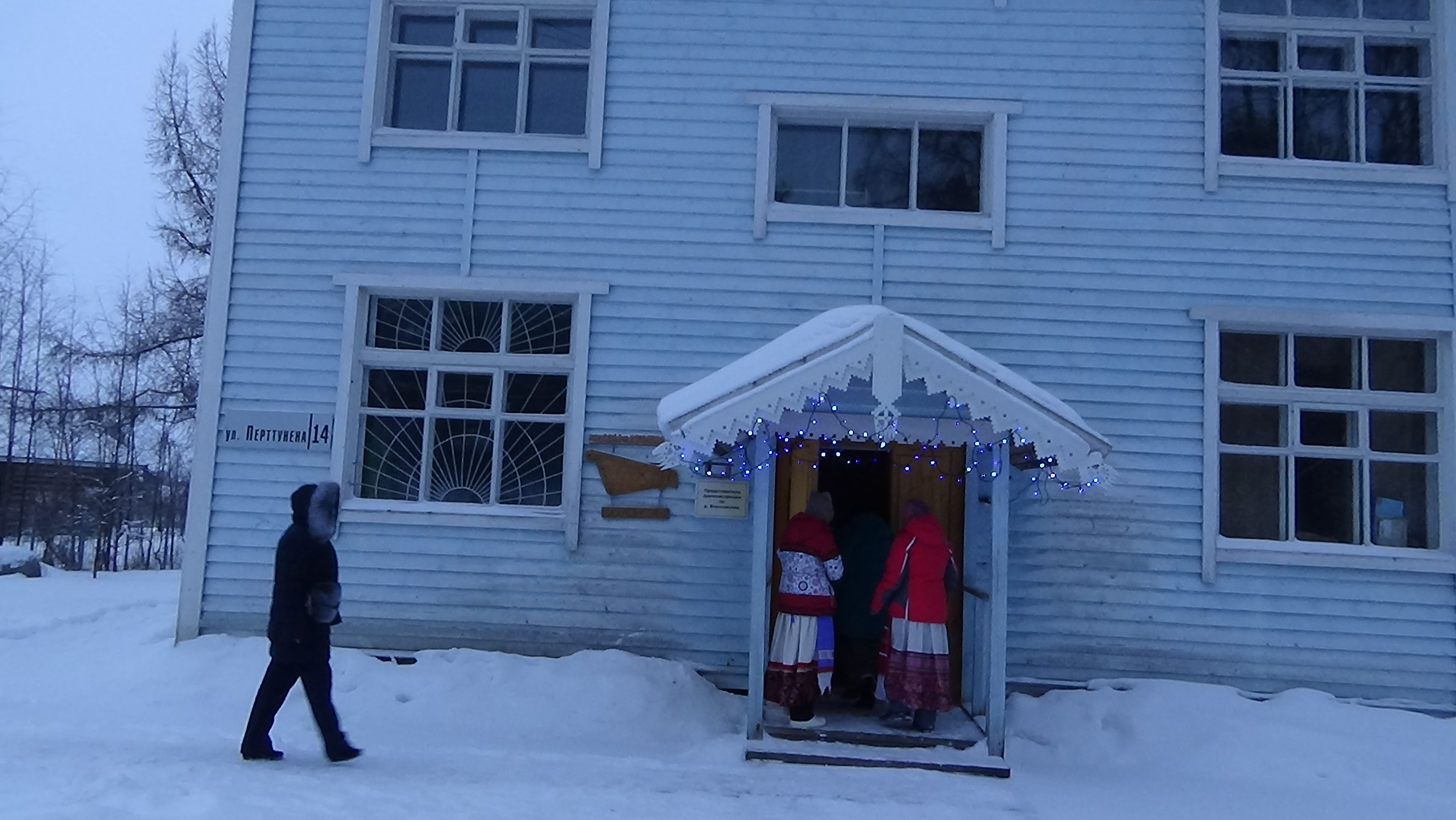
Будинок села (Kylatalo) Вокнаволок.
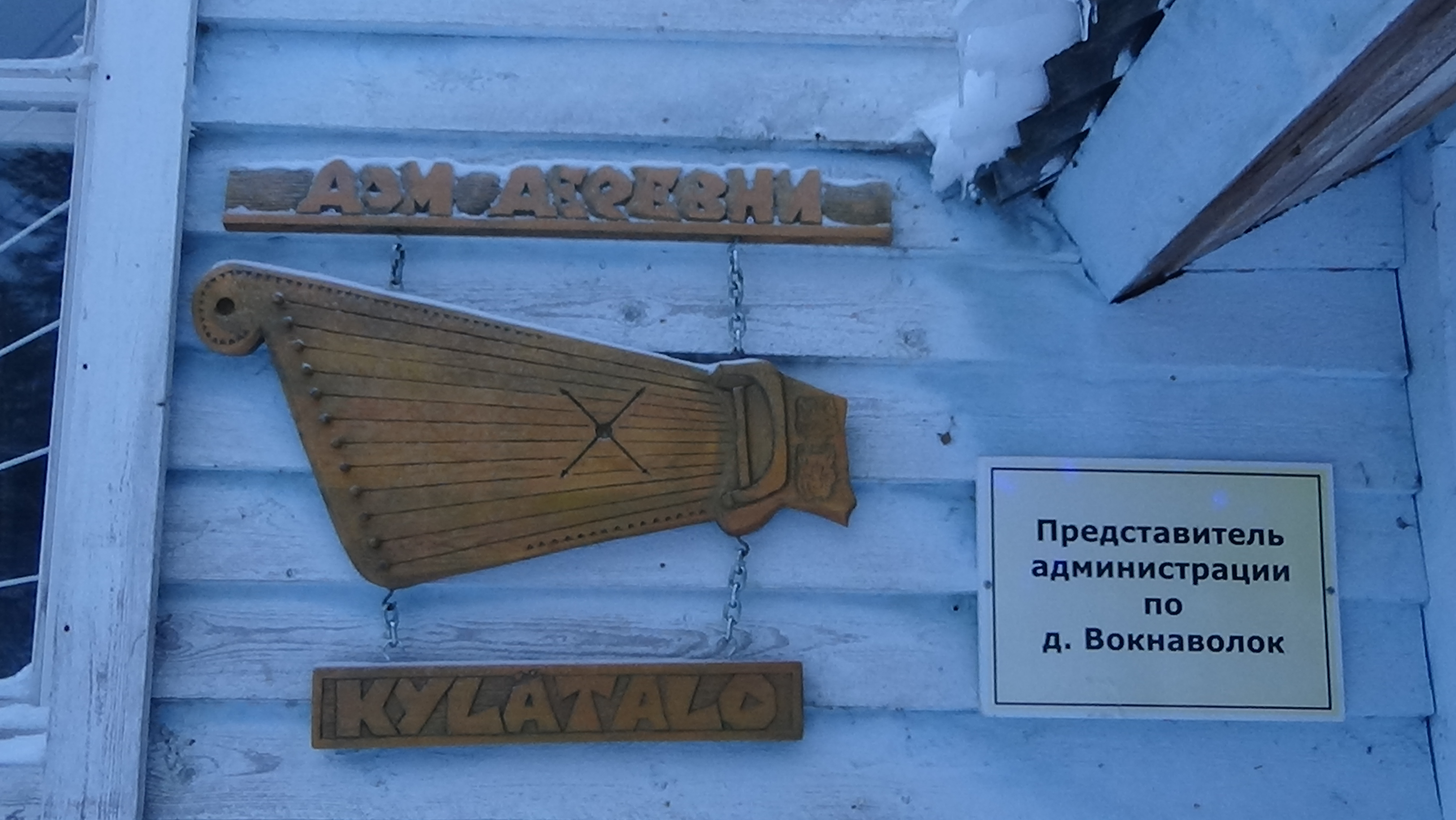
Вивіска Будинку села (Kylatalo).